# Kanton Lembeye
Der Kanton Lembeye war von 1790 bis 2015 ein französischer Wahlkreis im Arrondissement Pau im Département Pyrénées-Atlantiques und in der Region Aquitanien; sein Hauptort war Lembeye. Er war 226,50 km² groß und hatte (2006) 5.080 Einwohner, was einer Bevölkerungsdichte von 22 Einwohnern pro km² entsprach.

## Gemeinden
| Gemeinde                   | Einwohner Jahr | Fläche km² | Bevölkerungsdichte | Postleitzahl | Code INSEE |
| -------------------------- | -------------- | ---------- | ------------------ | ------------ | ---------- |
| Anoye                      | 108 (2013)     | –          | – Einw./km²        | 64350        | 64028      |
| Arricau-Bordes             | 108 (2013)     | –          | – Einw./km²        | 64350        | 64052      |
| Arrosès                    | 148 (2013)     | –          | – Einw./km²        | 64350        | 64056      |
| Aurions-Idernes            | 103 (2013)     | –          | – Einw./km²        | 64350        | 64079      |
| Bassillon-Vauzé            | 72 (2013)      | –          | – Einw./km²        | 64350        | 64098      |
| Bétracq                    | 50 (2013)      | –          | – Einw./km²        | 64350        | 64118      |
| Cadillon                   | 101 (2013)     | –          | – Einw./km²        | 64330        | 64159      |
| Castillon                  | 61 (2013)      | –          | – Einw./km²        | 64350        | 64182      |
| Corbère-Abères             | 111 (2013)     | –          | – Einw./km²        | 64350        | 64193      |
| Coslédaà-Lube-Boast        | 388 (2013)     | –          | – Einw./km²        | 64160        | 64194      |
| Crouseilles                | 144 (2013)     | –          | – Einw./km²        | 64350        | 64196      |
| Escurès                    | 152 (2013)     | –          | – Einw./km²        | 64350        | 64210      |
| Gayon                      | 57 (2013)      | –          | – Einw./km²        | 64350        | 64236      |
| Gerderest                  | 124 (2013)     | –          | – Einw./km²        | 64160        | 64239      |
| Lalongue                   | 204 (2013)     | –          | – Einw./km²        | 64350        | 64307      |
| Lannecaube                 | 160 (2013)     | –          | – Einw./km²        | 64350        | 64311      |
| Lasserre                   | 94 (2013)      | –          | – Einw./km²        | 64350        | 64323      |
| Lembeye                    | 794 (2013)     | –          | – Einw./km²        | 64350        | 64331      |
| Lespielle                  | 143 (2013)     | –          | – Einw./km²        | 64350        | 64337      |
| Luc-Armau                  | 120 (2013)     | –          | – Einw./km²        | 64350        | 64356      |
| Lucarré                    | 59 (2013)      | –          | – Einw./km²        | 64350        | 64357      |
| Lussagnet-Lusson           | 170 (2013)     | –          | – Einw./km²        | 64160        | 64361      |
| Maspie-Lalonquère-Juillacq | 280 (2013)     | –          | – Einw./km²        | 64350        | 64369      |
| Momy                       | 129 (2013)     | –          | – Einw./km²        | 64350        | 64388      |
| Monassut-Audiracq          | 367 (2013)     | –          | – Einw./km²        | 64160        | 64389      |
| Moncaup                    | 154 (2013)     | –          | – Einw./km²        | 64350        | 64390      |
| Monpezat                   | 80 (2013)      | –          | – Einw./km²        | 64350        | 64394      |
| Peyrelongue-Abos           | 145 (2013)     | –          | – Einw./km²        | 64350        | 64446      |
| Samsons-Lion               | 79 (2013)      | –          | – Einw./km²        | 64350        | 64503      |
| Séméacq-Blachon            | 171 (2013)     | –          | – Einw./km²        | 64350        | 64517      |
| Simacourbe                 | 370 (2013)     | –          | – Einw./km²        | 64350        | 64524      |

## Bevölkerungsentwicklung
| 1962 | 1968 | 1975 | 1982 | 1990 | 1999 | 2006 |
| ---- | ---- | ---- | ---- | ---- | ---- | ---- |
| 5668 | 5325 | 4979 | 4846 | 4926 | 4806 | 5080 |